# Jiří Ženíšek
Jiří Ženíšek (* 27. listopadu 1952) je bývalý český fotbalista, útočník.

## Fotbalová kariéra
V československé lize hrál za TJ SU Teplice. Nastoupil v 51 ligových utkáních a dal 6 gólů. Odchovanec Teplic. Z Teplic odešel do Ústí nad Labem, po sestupu Teplic z ligy se na podzim 1979 vrátil. Později hrál i za Dubí.

## Ligová bilance
| Ročník                                   | Zápasy | Góly | Klub       |
| ---------------------------------------- | ------ | ---- | ---------- |
| 1. československá fotbalová liga 1973/74 | 12     | 2    | SU Teplice |
| 1. československá fotbalová liga 1974/75 | 19     | 4    | SU Teplice |
| 1. československá fotbalová liga 1975/76 | 17     | 0    | SU Teplice |
| 1. československá fotbalová liga 1976/77 | 3      | 0    | SU Teplice |
| CELKEM                                   | 51     | 6    |            |